# تونیه کیارگورد
تونیه کیارگورد (دانمارکی: Tonje Kjærgaard؛ زادهٔ ۱۱ ژوئن ۱۹۷۵) بازیکن هندبال اهل دانمارک بود.
از افتخارات وی میتوان به کسب دو مدال طلا به‌همراه تیم ملی هندبال زنان دانمارک در بازی‌های المپیک تابستانی ۱۹۹۶ و بازی‌های المپیک تابستانی ۲۰۰۰ اشاره کرد. 